# 오카야마현
오카야마현(일본어: 岡山県 오카야마켄[*])은 일본 주고쿠 지방의 세토 내해 연안에 있는 현이다. 현청 소재지는 오카야마시이다.
1988년에는 시코쿠와 연결하는 철도가 개통되었고 돗토리현, 시마네현과 연결하는 간선 철도도 있으므로 주고쿠, 시코쿠 지방의 거점 도시의 성격이 강해지고 있다.

## 지리
오카야마현은 효고현, 돗토리현, 히로시마현에 접한다. 또한 세토 내해를 사이에 두고 시코쿠섬의 가가와현과 마주보며 내해의 90개의 섬을 포함한다.
오카야마현은 역사적인 도시인 구라시키시를 포함한다. 인구의 대부분은 구라시키시와 오카야마시 주변에 집중되어 있다. 북부 산지 지방의 작은 마을들은 인구가 고령화되고 감소하고 있으며, 공식적으로 현 자치체의 절반이 인구가 감소하고 있다.

## 지역

### 시부(市部)

#### 정령지정도시
| - 오카야마시(岡山市) - 현청 소재지 - 기타구(北区) - 나카구(中区) | - - 히가시구(東区) - 미나미구(南区) |

#### 일반시
- 구라시키시(倉敷市)
- 쓰야마시(津山市)
- 다마노시(玉野市)
- 가사오카시(笠岡市)
- 이바라시(井原市)
- 소자시(総社市)
- 다카하시시(高梁市)
- 니미시(新見市)
- 비젠시(備前市)
- 세토우치시(瀬戸内市)
- 아카이와시(赤磐市)
- 마니와시(真庭市)
- 미마사카시(美作市)
- 아사쿠치시(浅口市)

### 군부(郡部)
- 와케군(和気郡)
  - 와케정(和気町)
- 쓰쿠보군(都窪郡)
  - 하야시마정(早島町)
- 아사쿠치군(浅口郡)
  - 사토쇼정(里庄町)
- 오다군(小田郡)
  - 야카게정(矢掛町)
- 마니와군(真庭郡)
  - 신조촌(新庄村)
- 도마타군(苫田郡)
  - 가가미노정(鏡野町)
- 가쓰타군(勝田郡)
  - 쇼오정(勝央町) - 나기정(奈義町)
- 아이다군(英田郡)
  - 니시아와쿠라촌(西粟倉村)
- 구메군(久米郡)
  - 구메난정(久米南町) - 미사키정(美咲町)
- 가가군(加賀郡)
  - 기비추오정(吉備中央町)

## 인구
| 연도 | 인구      | ±%     |
| ---- | --------- | ------ |
| 1920 | 1,218,000 | —      |
| 1930 | 1,284,000 | +5.4%  |
| 1940 | 1,329,000 | +3.5%  |
| 1950 | 1,661,000 | +25.0% |
| 1960 | 1,670,000 | +0.5%  |
| 1970 | 1,707,000 | +2.2%  |
| 1980 | 1,871,000 | +9.6%  |
| 1990 | 1,926,000 | +2.9%  |
| 2000 | 1,950,828 | +1.3%  |
| 2010 | 1,945,276 | −0.3%  |
| 2020 | 1,920,739 | −1.3%  |

## 교통

### 철도
- 서일본 여객철도
  - 산요 신칸센
  - 산요 본선
  - 하쿠비선
  - 기비선
  - 아코선
  - 쓰야마선
  - 우노선
  - 혼시비산선
  - 게이비선
  - 기신선
  - 인비선

- 시코쿠 여객철도
  - 혼시비산선

- 지즈 급행
  - 지즈선

- 이바라 철도
  - 이바라선

- 미즈시마 임해철도
  - 미즈시마 본선

- 오카야마 전기궤도
  - 히가시야마 본선
  - 세이키바시선

### 도로
- 고속도로
  - 산요 자동차도
  - 주고쿠 자동차도
  - 돗토리 자동차도(일본어판)
  - 오카야마 자동차도(일본어판)
  - 요나고 자동차도(일본어판)
  - 세토주오 자동차도(일본어판)

- 국도
  - 국도 제2호선
  - 국도 제30호선
  - 국도 제53호선
  - 국도 제179호선
  - 국도 제180호선
  - 국도 제181호선
  - 국도 제182호선
  - 국도 제250호선 (일본)(일본어판)
  - 국도 제313호선 (일본)(일본어판)
  - 국도 제373호선 (일본)(일본어판)
  - 국도 제374호선 (일본)(일본어판)
  - 국도 제429호선 (일본)(일본어판)
  - 국도 제430호선 (일본)(일본어판)
  - 국도 제482호선 (일본)(일본어판)
  - 국도 제484호선 (일본)(일본어판)
  - 국도 제486호선 (일본)(일본어판)

## 문화
예로부터 모모타로의 전설로 유명함과 동시에 비젠의 도자기와 빗추의 검으로 알려져 있다.

## 스포츠
- 축구: 파지아노 오카야마 F.C.(오카야마 시)

## 관광
- 고라쿠엔(後楽園) - 오카야마시
- 오카야마성(岡山城) - 오카야마시
- 시즈타니 학교(閑谷学校) - 비젠시
- 구라시키 미관 지구(倉敷美観地区) - 구라시키시
- 빗추 마쓰야마성(備中松山城)
- 가쿠잔 공원
- 비세이 천문대(吉備中央町) - 이바라정